# Paige Farries
Pas d'image ? Cliquez ici

a Compétitions nationales et continentales officielles uniquement.

b Matchs officiels uniquement.
Paige Farries, née le 12 août 1994 à Red Deer dans l'Alberta (Canada) est une joueuse internationale canadienne de rugby à XV et à sept. Elle évolue au poste d'ailière et joue aux Saracens.

## Biographie
Paige Farries naît le 12 août 1994. Elle pratique d'abord la crosse, où elle joue avec les garçons car il n'y a pas de section féminine. Au lycée, elle renonce, devant jouer contre des adversaires devenus trop athlétiques pour elle. Son professeur de sport l'oriente vers le rugby à XV, qui lui dispose d'une équipe féminine. Elle joue ensuite avec le Westshore RFC puis rejoint en 2020 le club des Worcester Warriors (en) en Angleterre.
Elle est retenue en septembre 2022 pour disputer la Coupe du monde en Nouvelle-Zélande où elle inscrit quatre essais.
En 2023, elle participe aux Pacific Four Series puis est encore convoquée pour disputer la première édition du WXV. C'est pendant la compétition qu'elle apprend la disparition de son club des Worcester Warriors. Elle est recrutée par les Saracens un mois plus tard.

## Palmarès
- Vainqueur des Pacific Four Series en 2024.